# Нарушевич, Александр Христофор
Александр Христофор Нарушевич (ум. 21 июня 1668) — государственный деятель Великого княжества Литовского, писарь великий литовский (1654—1658), подканцлер литовский (1658—1668), староста лидский (с 1646 года), любошанский, мядельский, пянянский и шерешёвский.

## Биография
Представитель шляхетского рода Нарушевичей герба Вадвич. Сын подскарбия великого литовского Криштофа Нарушевича (ок. 1570—1630) и Эльжбеты Шымкович. Братья — рефендарь великий литовский Станислав и подскарбий надворный литовский Ян Нарушевичи.
Учился в университетах Ингольштадта (с 1631 года), Падуи (с 1632 года) и Болоньи (с 1633 года). В 1647, 1648, 1654 и 1655 годах избирался послом на сеймы. Имел тесные связи с двором польского короля и великого князя литовского Яна Казимира Вазы. В 1646 году получил во владение лидское староство.
В 1651—1653 годах Александр Христофор Нарушевич находился в составе польской делегации на мирных переговорах со Швецией. В 1654 году получил должность писаря великого литовского. В 1656 году стал администратором казны ВКЛ. В 1658 году Александр Нарушевич был назначен подканцлером литовским. В 1659—1663 годах участвовал в мирных переговорах с Русским государством.

## Семья
Александр Христофор Нарушевич женился на Теодоре Сапеге, дочери гетмана великого Павла Яна Сапеги и Анны Барбары Копец. Дети:
- Мария Текла Нарушевич, 1-й муж обозный великий литовский Ежи Кароль Ходкевич, 2-й муж староста жемайтский Пётр Михаил Пац
- Катарина Нарушевич, жена обозного великого литовского Яна Казимира Воловича.